# ویتکان
ویتکان (به لاتین: Vitkan) یک تقسیمات کشوری در تاجیکستان است که در ولایت سغد واقع شده‌است. ویتکان ۳۴۳ نفر جمعیت دارد.